# 109 (число)
Вижте пояснителната страница за други значения на 109.
109 (сто и девет) е просто, естествено, цяло число, следващо 108 и предхождащо 110.
Сто и девет с арабски цифри се записва „109“, а с римски цифри – „CIX“. Числото 109 е съставено от три цифри от позиционните бройни системи – 1 (едно), 0 (нула) и 9 (девет).

## Общи сведения
- 109 е нечетно число.
- 109 е атомният номер на елемента майтнерий.
- 109-ият ден от годината е 19 април.
- 109 е година от Новата ера.